# 夏神楽
『夏神楽』（なつかぐら）は2003年6月20日にStudio e.go!から発売された18禁シミュレーションRPGである。

## 概要
『神楽シリーズ』の1作目。妖怪退治を生業とする退魔師と妖怪との戦いを舞台とした18禁シミュレーションRPGである。ゲームはイベント・シナリオを間に挟みながら、霊脈浄化を目指す主人公らが各マップで発生する戦闘をクリアすることで進行する。戦闘マップは、クォータービュー方式のマップとなっている。エンディングはマルチエンディング方式となっている。
特徴として本シリーズでは、女性キャラクターがHPがゼロになった場合では直ちにゲームオーバーにはならず、妖怪による陵辱シーンに移行する点がある。
2014年12月19日においてでぼの巣製作所にて設立5周年を記念したリメイク版が発売されている。

## システム
ゲーム中では1日が「シナリオパート（昼）」「戦闘パート（夜）」「治療パート（朝）」の3つに分かれており、これらを繰り返しながら進む。

### シナリオパート
日常シナリオがADV形式で進行する。本作品では基本的にシナリオに選択肢は存在しない。また2周目以降はスキップ可能となっている。

### 戦闘パート
スクウェアマップを用いたタクティカルシミュレーションである。勝利条件は「敵の全滅」または「全ての霊脈の確保（占領）」である。初期配置は必ず主人公と巫女キャラクター2人の3人となっている。主人公キャラクターに戦闘能力は無く回復と味方妖怪の召喚によって戦う。巫女キャラクターは召喚は出来ないが直接戦力として一般攻撃と必殺技を用いて戦う。召喚や必殺技には霊力が必要となっており毎ターン回復するが、その回復量は確保してある霊脈の数に比例する。敵の初期配置はマップで固定であるが敵の支配する霊脈からは新たな敵が出現するため、霊脈を確保しつつ戦うことが勝利への鍵となる。
各キャラクター及び地形にはそれぞれ「火」「水」「草」の属性があり、キャラクターの攻防の相性として「火→水→草→火…」のように三すくみの関係となっている。召喚されるキャラクターは地形と格によって決定され、接近攻撃を行うもの、霊力を消費した遠距離攻撃しか出来ないもの、回復が出来るものの戦闘能力の低いものまで様々である。また地形とキャラクターの属性が合致しない場合は移動にも制限が加わり、特に水属性の場所は水属性以外のキャラクターは進入も移動も出来ない。このため移動地形と相性を上手く選んで召喚する必要のあるシステムとなっている。与えられるダメージは相性とキャラクターの方向によって決定され、正面が一番ダメージが小さく背後からの攻撃が一番ダメージが大きくなる。
シミュレーションRPGではあるが、RPGに多く見られるキャラクターの成長は3回のみで、シナリオにあわせての固定となっている。また、相性・ユニットの向きなどに因って敵に与えるダメージは変動するものの、クリティカルヒットのようなランダム要素は一切なく、同一条件であれば必ず同じ結果が生じる。このような仕様により、先読みがしやすく、戦闘の結果を予想することができる。

### 治療パート
「戦闘パート」で巫女キャラクターが敗れた場合にのみ発生する。治療パートでは自動的にHシーンが発生するが、治療パートが一定回数以上発生した場合BADエンドとなる。

## ストーリー
妖怪退治を仕事としている神職見習いの主人公・滝峰幹也は、大学の夏休みにとある山にある分家の神社の妖怪退治に派遣される。その神社で祭られている神様ナツの持つ『殺生石』に封じ込まれた妖力を狙い、妖怪達の動きが活発になってきたための助太刀としての派遣だったが、妖怪の動きが予想よりも早く、神社を守護する音羽夫婦は倒れてしまう。その娘である音羽姉妹達と協力して、妖怪退治の戦いが始まった。

## キャラクター
滝峰 幹也（たきみね みきや）
声 - 鉄仮面
主人公。性格は温厚で妖怪退治のためにこの神社に派遣されてきた。冒頭で妖怪に霊力を奪われたため、葉子の案で呪符を使い召喚術と回復を行うようになる。本人は研究といったデスクワークのほうが好みらしいが妖怪を退治する術に長けているので、過去様々な神社に派遣されていた。ゲーム中では表現される機会が少ないが本来の霊力を奪われていない状態では非常に強く、妖怪たちを徒手空拳で倒す程の実力者で、天神楽では、幹也の手伝いをするだけで苛烈な修行になるという表現がされ、また「あおぞらマジカ!!」でのミツハの記憶では、本気の彼を相手した場合1秒でこの世から蒸発すると回想されるほどである。
続編では、彼と葉子と結ばれ二男七女をもうけたエンディングが続編のストーリー（正史）とされている。「鬼神楽」では氏神のナツ様が不在の水杜神社の留守を守り、「月神楽」の時点では、妖怪の鎮撫の兼業で本人の本来の希望であった民俗学の臨時講師のような仕事をしていると表現されている。
音羽 桂香（おとわ けいか）
声 - はるかめぐみ
神社の巫女で音羽家長女。温和で優しく、礼儀正しい大和撫子タイプだが男性に対する免疫が無いためパニックを起こすことも。武器は刀。
音羽 初花（おとわ はつか）
声 - 大波こなみ
神社の巫女で音羽家次女。明るく天真爛漫で表裏が無く、またすぐにサボろうとするため姉の桂香によく叱られている。武器は弓。
音羽　葉子　（おとわ　ようこ）
声 - 青山ゆかり
音羽家一番の年長者で神社の居候。一見おっとりしているように見えるがいたずら好き。ナツの護衛ということで戦闘には参加しない。その正体は妖狐で、かの有名な九尾の狐の娘。音羽姉妹の祖父がお互い殺さずに済むようにと妖力を封印して神社に招き入れた。年の功もあり大抵のことには動じず笑顔のままで対応する策士で、人の心を読むこともできる。
正史では幹也と結ばれて二男七女を授かっている。彼女の性格からか、一家ではどちらかといえば母親の葉子より父である幹也のほうが好かれている様子。なお、本作のエンディングでは長女「一姫（かずき）」、次女「双葉（ふたば）」しか判明していなかったが、天神楽で五女「七歌（ななか）」が加わり、あおぞらマジカ!!で長男「三葉（みつは）」、三女「四葉（よつは）」、四女「五葉（このは）」、次男「睦海（睦美）」、六女「葉波（はなみ）」、七女「木の実（このみ）」までの全員の名前が判明している。
ナツ
声 - ダイナマイト♡亜美
神社で祭られている神様。元は人間の巫女であったが殺生石を守る為に神の依代となり神となった。長生きにより他人との死別を重ねすぎて他の人間との馴れ合いを恐れているため、周囲の人間と非常に人見知りが激しく、妖狐ということで長生きする葉子にだけ懐いている。「治す」を「直す」というように言葉掛けをもじり、本来の道具の用途を改変して行使する術を持っている。

## スタッフ
- 原画:山本和枝

## 主題歌
曼珠沙華（まんじゅしゃげ）
作詞：CANDY
作曲：ぴょんも
歌：CANDY